# Ibn Razīn al-Tuŷībī
Abū l-Ḥasan ʿAlī bin Muḥammad bin Abī l-Qāsim bin Muḥammad bin Abū Bakr bin Razīn al-Tuğībī al-Mursī (ca. 1227 Murcia–1293 Túnez), más conocido como Ibn Razín al-Tuyibi (ابن رزين التجيبي) fue un sabio, jurista, poeta y gastrónomo murciano del periodo andalusí. Es conocido por ser autor de Fiḍālat al-Jiwān, la única obra que nos ha llegado de él, y una de las pocas sobre cocina andalusí que se han conservado hasta nuestros días. Se saben ciertos detalles de su vida gracias a descripciones que hacen de él sus contemporáneos. Su biografía más completa fue realizada por Ibn Rushayd, discípulo suyo. Tras quedar su Murcia natal incorporada a la Corona de Castilla, se mudó a Sabta (Ceuta), luego a Biŷāya (Bugía) y finalmente a Túnez, donde ejerce la docencia y es más reconocido entre los eruditos de la época.

## Biografía

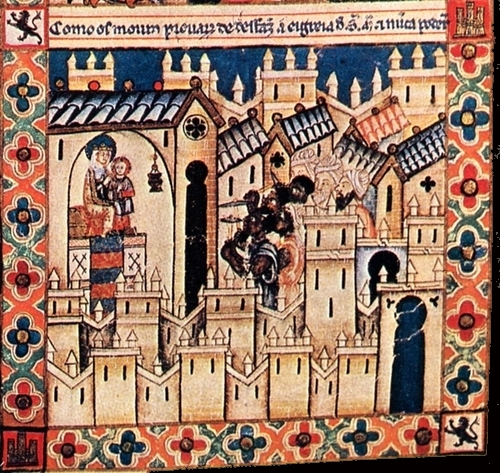
Levantamiento de una iglesia a Santa María de La Arrixaca, Murcia, frente a los últimos musulmanes murcianos, tras la anexión a Castilla en 1247.

Ibn Razīn al-Tuŷībī nace en 1227 en Murcia, en el seno de una familia de juristas, filósofos, escritores. Los tuyibíes (banū Tuyib) son una dinastía árabe que se estableció en al-Ándalus a partir del siglo VIII, se sabe que de origen yemení aunque algunos investigadores le atribuyen raíces bereberes.
En las fechas de su nacimiento el imperio andalusí iba perdiendo terreno en la península ibérica ante el avance cristiano procedente del norte. Poco tiempo después alcanzará al valle del Guadalquivir y el levante peninsular. Quizás la familia se trasladara e inmigrara a territorios murcianos debido a estos avances. Se desconocen los medios de vida de la familia de ibn Razín en Murcia. Es educado por el erudito Ahmad ben Nabil tras la muerte prematura de su padre. En 1243 Murcia se anexa a la corona de Castilla mediante un pacto de vasallaje con libertad de culto, y cinco años después se convierte en un estado «mudéjar». Ibn Razín permanece unos años en la ciudad y finalmente emigra a Sabta (Ceuta) en 1251 (Nawal Nasrallah data esta salida de 1247).
Ibn Razín continuó sus estudios en Ceuta y luego en la ciudad costera de Bugía, en la actual Argelia. Poco se sabe de los motivos de este traslado, pero sí es cierto que es en esta ciudad donde perfecciona sus conocimientos jurídicos incorporándose como katib (en árabe, ﻛﺎﺗﺐ), es decir, secretario para la dinastía gobernante háfsida, compilando documentos administrativos. Durante su estancia en Bugía traba amistad con el erudito andalusí Ibn al-Abbar, del cual obtiene la licencia de escritor en 1256. Además, en Bugía se casa y forma una familia. En 1259 se vuelve a mudar, esta vez a la ciudad de Túnez (capital de la antigua Ifriquía). Allí continúa su integración con el grupo de sabios de la época. Comienza a ser famoso y numerosos viajeros procedentes del norte de África desvían sus caminos para visitarle.
Fallece el viernes 12 de shaʿbān del año 629 (a.h.) o 1293 (d. C.), a la edad de 66 años.

## Obra
Si bien Ibn Razīn al-Tuŷībī escribió muchos libros, solo sobrevive uno, su libro de cocina Fiḍālat al-Jiwān fī Ṭayyibāt al-Ṭaʿām wa-l-Alwān (‘Relieves de las mesas, acerca de las delicias de la comida y los diferentes platos’), que fue escrito en Túnez alrededor del 1260. Este manuscrito es la principal fuente que ha llegado hasta nuestros días para conocer la gastronomía de al-Ándalus, pues el mismo autor explica en la introducción que recopila recetas tradicionales andalusíes con la intención de que no se pierdan y la gente se olvide de ellas.
Se sabe el título de algunos de los otros libros de ibn Razín gracias a referencias de sus contemporáneos. Por ejemplo, una de sus obras trata sobre la «versificación de ibn al-Farid; selección de prosas artísticas, nuevas y propias», y otra se titula «Silva de flores y esplendor de las perlas». Asimismo, escribió sobre historia y algo de poesía. Es posible que otras de sus obras tuviera carácter literario. Se sabe, gracias a referencias escritas, que sus obras estuvieron en circulación hasta el siglo quince, siendo el último en mencionarle el jurista islámico Abū ʿAbdallāh. Ninguna de estas menciones cita el Fiḍālat al-Jiwān ni que Ibn Razín fuera alguna clase de gastrónomo o gourmet, aunque por otra parte el aspecto culinario no era un tema, según Nasrallah, lo suficientemente «serio» para merecer ser mencionado.

## Estudios biográficos
En 2021, la investigadora culinaria iraquí nacionalizada estadounidense publicó una traducción del Fiḍālat al-Jiwān al inglés, en cuya introducción hay una extensa biografía de Ibn Razín. En marzo de 2022, la Asociación Cultural Sociedad Gastronómica Club Murcia Gourmet publica el libro biográfico Ibn Razīn al-Tuğībī. El primer gastrónomo murciano (ISBN 978-84-09-33183-3), escrito por los periodistas Ismael Galiana y Pachi Larrosa, con reinterpretaciones de sus recetas versionadas por chefs de la Región de Murcia e ilustraciones de Juan Álvarez y Jorge Gómez.